# Friedrich Heinrich Suso Denifle
Friedrich Heinrich Suso Denifle (Imst, Tirol, 1844. január 16. – München, 1905. június 10.) osztrák-német domonkos-rendi szerzetes, teológus, levéltáros és egyháztörténész.

## Élete
1861-ben Grazban a domonkosok rendjébe lépett, 1866-ban pappá szentelték. Különböző kolostori hivatalaiban is főtevékenységét az irodalomra, főleg a középkori szellemi élet felkutatására fordította, s e téren csakhamar elsőrendű tekintély lett. 
1880-ban mint generalis definitort a domonkosok osztrák porosz tartománya által Rómába küldték; XIII. Leó pápa a vatikáni levéltár másodőrévé nevezte ki a tudós szerzetest. Egyszersmind egyik legjelentékenyebb tagja volt azon bizottságnak, mely Aquinói Szent Tamás munkáinak kritikai kiadásával foglalkozott. 1890-ben a «Művészet és Tudomány» érdemjelvényt kapta. 
Ami irodalmi működését illeti, 1870 és 1880 között számos érdekes dolgozata jelent meg a Zeitschrift für deutsches Alterthum című folyóiratban; 1885-től Ehrle jezsuitával az Archiv für Litteratur und Kirchengeschichte des Mittelalters (Berlin-Freiburg) című folyóiratot adta ki, ebben közölve szorgalmas kutatásainak eredményeit.

## Önálló munkái
- Die katholische Kirche und das Ziel der Menschheit (Graz)
- Heinrich Suso's Schriften (Augsburg)
- Das geistliche Leben. Eine Blumenlese aus den deutschen Mystikern des 14. Jahrhundert (Graz)
- Der Gottesfreund im Oberland und Nikolaus von Basel (München)
- Tauler's Bekehrung kritisch untersucht (Strassburg)
- Zu Suso's ursprünglichem Briefbuch (Graz)
- Das Buch von geistlicher Armut, bekannt als Johannes Taulers Nachfolgung des armen Lebens Christi. (München)
- Die deutschen Schriften des seligen Heinrich Seuse aus dem Predigerorden (München)
- Die Denkschriften der Colonna gegen Bonifaz VIII. (az eml. Archivban, 1889)
- Zur Geschichte der Universitäten (Kaufmann ellen)
- Historisches Jahrbuch 1889. Geschichte der Universitäten im Mittelalter (Berlin)
- Chartularium universitatis Parisiensis (Párizs)